# Scorzoneroides laciniata
Scorzoneroides laciniata là một loài thực vật có hoa trong họ Cúc. Loài này được (Bertol.) Greuter mô tả khoa học đầu tiên năm 2006.